# Volker Ordowski

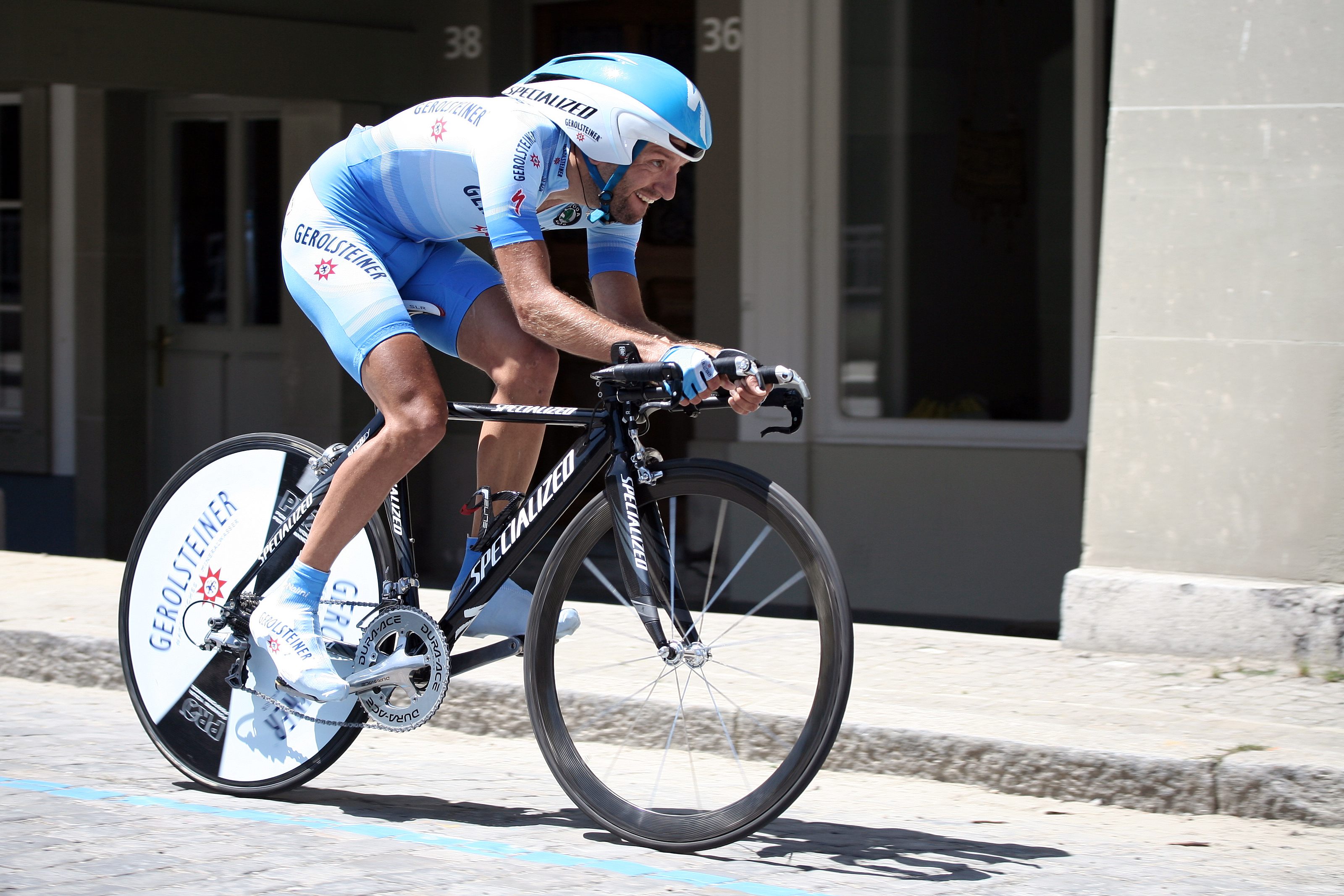
Ordowski an Tour de Suisse 2007, Bern

Volker Ordowski (* 9. November 1973) ist ein ehemaliger deutscher Radrennfahrer.
Als Amateur startete 1993 in der Rad-Bundesliga für den Verein TSV Betzingen, 1997 fuhr Volker Ordowski ein Jahr lang als Amateur für das Team Schauff-Öschelbronn, anschließend als Profi ein Jahr für Agro-Adler Brandenburg. 1999 wechselte er zum Team Gerolsteiner, wo er bis zum Ende seiner Karriere im Jahr 2008 unter Vertrag blieb.
2005, 2006 und 2008 bestritt Ordowski den Giro d’Italia, 2005 auch die Vuelta a España, konnte sich aber bei den Rundfahrten nicht durch vordere Platzierungen auszeichnen.
Nach der Auflösung der Gerolsteiner-Mannschaft wechselte Volker Ordowski zum Mountainbikesport und startete in der Saison 2009 für die Mannschaft des Herstellers Rocky-Mountain. 2010 ging er für das neugegründete Team Halanke.de an den Start. Ende der Saison 2010 beendete Volker Ordowski seine aktive Laufbahn als Radsportler. Seit Frühjahr 2011 ist er im Radsportfachhandel tätig.

## Erfolge
1997
- eine Etappe Postgirot Open

## Teams
- 1997 Schauff-Öschelbronn
- 1998 Agro-Adler Brandenburg
- 1999–2008 Team Gerolsteiner